# Anwaltsnetzwerk
Ein Anwaltsnetzwerk (auch Kanzleinetzwerk) ist eine aus unabhängigen Rechtsanwälten oder Anwaltskanzleien bestehende Netzwerkorganisation, die häufig international oder jedenfalls überregional rechtsberatend tätig ist.
Abzugrenzen sind Anwaltsnetzwerke von den ebenfalls regelmäßig global agierenden Großkanzleien sowie den Netzwerken von Wirtschaftsprüfungsgesellschaften.

## Ursprung
Als Reaktion auf die zunehmende Globalisierung und die Expansion der ersten Kanzleien über die nationalen Ländergrenzen hinaus – hier ist Baker McKenzie als Vorreiter zu nennen – kurz nach dem Zweiten Weltkrieg, begannen Anwälte und Kanzleien sich zunächst in sogenannten „Clubs“ zusammenzuschließen und sich in einem globalen Rahmen untereinander Auszutauschen. Die Existenz dieser Clubs wurde dabei zunächst geheim gehalten, um lokale Interessen in den einzelnen Ländern nicht zu gefährden. Während sich die meisten Clubs in den 1980er Jahren immer mehr in Richtung der offiziellen Netzwerke wie sie heute bestehen entwickelten, blieben andere als sog. „Best Friends Clubs“ bestehen (zu nennen in diesem Zusammenhang sind Slaughter and May oder Hengeler Mueller).

## Aufgabe und Ziel
Anwalts- oder Kanzleinetzwerke sind als Dienstleistungsnetzwerke zu verstehen. Die Organisation in einem Netzwerk bietet dabei sowohl für die beteiligten Kanzleien und Anwälte als auch für deren Mandanten Vorteile. Zunächst stehen den Mandanten gebündelte fachliche sowie standortübergreifende Kompetenz zu, welche sie anderenfalls nur mit der Beauftragung mehrerer Kanzleien oder der Mandatierung international aufgestellter Großkanzleien erreichen könnten. Letztgenannte Alternativen sind aber häufig teurer als die Inanspruchnahme einer kleineren, in einem Netzwerk organisierten Kanzlei. Zudem sind die kleinen, in Netzwerken organisierten Anwälte und Kanzleien oftmals hochspezialisiert, im Gegensatz zu den naturgemäß breit aufgestellten Großkanzleien. Andererseits vertrauen Mandanten häufiger renommierten Großkanzleien, da diese in der Regel einen einheitlich hohen Qualitätsstandard über Standorte hinweg gewährleisten. Hierauf reagieren viele Netzwerke mit der Einführung ebenfalls hoher Aufnahmebedingungen und Qualitätsrichtlinien.
Auf der anderen Seite profitieren die in Netzwerken organisierten Anwälte und Kanzleien von der gegenseitigen Vermittlung von Mandaten sowie der Möglichkeit auch solche Mandate zu betreuen, deren Umfang und Anforderungen womöglich die eigenen Kapazitäten übersteigen würden.
Zudem können die Anwälte und Kanzleien durch den Beitritt zum Netzwerk ihre eigene Firmenidentität erhalten, ohne mit einer anderen Kanzlei fusionieren zu müssen oder von einer größeren Einheit geschluckt zu werden.

## Abgrenzung

### Zu Großkanzleien
Während eine Großkanzlei ebenfalls durch Zusammenschluss mehrerer oder durch die Aufnahme kleinerer Kanzleien entstehen bzw. sich kann, die zusammengeschlossenen Kanzleien dann aber in der Großkanzlei „aufgehen“, bleiben die Anwälte und Kanzleien nach ihrem Beitritt zu einem Anwaltsnetzwerk als eigenständige Firmen bestehen. Das Netzwerk stellt also selbst keine Kanzlei dar, sondern bietet nur die für einen Austausch zwischen Kanzleien nötige Infrastruktur und Organisation.
Aufgrund der autarken Organisation und Finanzierung der verknüpften Kanzleien können Anwaltsnetzwerke in der Regel deutlich mehr Standorte abdecken und Einzelanwälte verzeichnen als Großkanzleien.

### Zu Wirtschaftsprüfungsgesellschaften
Auch Wirtschaftsprüfungsgesellschaften sind in der Regel in Netzwerken organisiert, wobei die bedeutendsten hierbei die Big Four darstellen. Im Gegensatz zu Kanzleien werden Wirtschaftsprüfungsgesellschaften jedoch nicht rechtsberatend tätig, sondern beraten vornehmlich auf betriebswirtschaftlichen und steuerlichen Gebieten. Mittlerweile haben jedoch auch viele Wirtschaftsprüfungsgesellschaften ihre eigenen Legal Departments aufgebaut, womit sie stärker in den rechtsberatenden Markt eindringen.

## Untergliederung

### Global agierende Netzwerke
Zu den größten weltweit agierenden Anwalts- und Kanzleinetzwerken gehören Lex Mundi (mehr als 21.000 Anwälte), WSG – World Services Group (mehr als 19.000 Berufsträger), TerraLex (19.000 Berufsträger), World Law Group (mehr als 18.000 Berufsträger).
Erwähnenswert als globale deutschsprachige Netzwerke sind CBBL – Cross Border Business Lawyers und ADWA – Allianz Deutscher Wirtschaftsanwälte in Asien, letzteres jedoch nur auf Asien beschränkt.

### Mittelstandsorientierte Netzwerke
Ein europaweit agierendes Netzwerk für den Mittelstand bildet EUROJURIS International mit 6000 Berufsträgern.
Im deutschsprachigen Raum gibt es insbesondere die Netzwerke DIRO AG (ca. 1500 Berufsträger) und APRAXA eG (ca. 2500 Berufsträger).

### Fachspezifische Netzwerke
Ius Laboris hat sich mit seinen 1400 auf Arbeitsrecht spezialisierten Anwälten als größtes rechtsgebietsspezifisches Netzwerk etabliert.